# Huntington (Indiana)
Huntington – miasto w Stanach Zjednoczonych, w stanie Indiana, siedziba administracyjna hrabstwa Huntington.